# 1239 год
1239 (ты́сяча две́сти три́дцать девя́тый) год  по юлианскому календарю — невисокосный год, начинающийся в субботу. Это 1239 год нашей эры, 9‑й год 4‑го десятилетия XIII века 2‑го тысячелетия, 10‑й год 1230‑х годов. Он закончился 786 лет назад.
| Пн | Вт | Ср | Чт | Пт | Сб | Вс |
|    |    |    |    |    | 1  | 2  |
| 3  | 4  | 5  | 6  | 7  | 8  | 9  |
| 10 | 11 | 12 | 13 | 14 | 15 | 16 |
| 17 | 18 | 19 | 20 | 21 | 22 | 23 |
| 24 | 25 | 26 | 27 | 28 | 29 | 30 |
| 31 |    |    |    |    |    |    |

| Пн | Вт | Ср | Чт | Пт | Сб | Вс |
|    | 1  | 2  | 3  | 4  | 5  | 6  |
| 7  | 8  | 9  | 10 | 11 | 12 | 13 |
| 14 | 15 | 16 | 17 | 18 | 19 | 20 |
| 21 | 22 | 23 | 24 | 25 | 26 | 27 |
| 28 |    |    |    |    |    |    |

| Пн | Вт | Ср | Чт | Пт | Сб | Вс |
|    | 1  | 2  | 3  | 4  | 5  | 6  |
| 7  | 8  | 9  | 10 | 11 | 12 | 13 |
| 14 | 15 | 16 | 17 | 18 | 19 | 20 |
| 21 | 22 | 23 | 24 | 25 | 26 | 27 |
| 28 | 29 | 30 | 31 |    |    |    |

| Пн | Вт | Ср | Чт | Пт | Сб | Вс |
|    |    |    |    | 1  | 2  | 3  |
| 4  | 5  | 6  | 7  | 8  | 9  | 10 |
| 11 | 12 | 13 | 14 | 15 | 16 | 17 |
| 18 | 19 | 20 | 21 | 22 | 23 | 24 |
| 25 | 26 | 27 | 28 | 29 | 30 |    |

| Пн | Вт | Ср | Чт | Пт | Сб | Вс |
|    |    |    |    |    |    | 1  |
| 2  | 3  | 4  | 5  | 6  | 7  | 8  |
| 9  | 10 | 11 | 12 | 13 | 14 | 15 |
| 16 | 17 | 18 | 19 | 20 | 21 | 22 |
| 23 | 24 | 25 | 26 | 27 | 28 | 29 |
| 30 | 31 |    |    |    |    |    |

| Пн | Вт | Ср | Чт | Пт | Сб | Вс |
|    |    | 1  | 2  | 3  | 4  | 5  |
| 6  | 7  | 8  | 9  | 10 | 11 | 12 |
| 13 | 14 | 15 | 16 | 17 | 18 | 19 |
| 20 | 21 | 22 | 23 | 24 | 25 | 26 |
| 27 | 28 | 29 | 30 |    |    |    |

| Пн | Вт | Ср | Чт | Пт | Сб | Вс |
|    |    |    |    | 1  | 2  | 3  |
| 4  | 5  | 6  | 7  | 8  | 9  | 10 |
| 11 | 12 | 13 | 14 | 15 | 16 | 17 |
| 18 | 19 | 20 | 21 | 22 | 23 | 24 |
| 25 | 26 | 27 | 28 | 29 | 30 | 31 |

| Пн | Вт | Ср | Чт | Пт | Сб | Вс |
| 1  | 2  | 3  | 4  | 5  | 6  | 7  |
| 8  | 9  | 10 | 11 | 12 | 13 | 14 |
| 15 | 16 | 17 | 18 | 19 | 20 | 21 |
| 22 | 23 | 24 | 25 | 26 | 27 | 28 |
| 29 | 30 | 31 |    |    |    |    |

| Пн | Вт | Ср | Чт | Пт | Сб | Вс |
|    |    |    | 1  | 2  | 3  | 4  |
| 5  | 6  | 7  | 8  | 9  | 10 | 11 |
| 12 | 13 | 14 | 15 | 16 | 17 | 18 |
| 19 | 20 | 21 | 22 | 23 | 24 | 25 |
| 26 | 27 | 28 | 29 | 30 |    |    |

| Пн | Вт | Ср | Чт | Пт | Сб | Вс |
|    |    |    |    |    | 1  | 2  |
| 3  | 4  | 5  | 6  | 7  | 8  | 9  |
| 10 | 11 | 12 | 13 | 14 | 15 | 16 |
| 17 | 18 | 19 | 20 | 21 | 22 | 23 |
| 24 | 25 | 26 | 27 | 28 | 29 | 30 |
| 31 |    |    |    |    |    |    |

| Пн | Вт | Ср | Чт | Пт | Сб | Вс |
|    | 1  | 2  | 3  | 4  | 5  | 6  |
| 7  | 8  | 9  | 10 | 11 | 12 | 13 |
| 14 | 15 | 16 | 17 | 18 | 19 | 20 |
| 21 | 22 | 23 | 24 | 25 | 26 | 27 |
| 28 | 29 | 30 |    |    |    |    |

| Пн | Вт | Ср | Чт | Пт | Сб | Вс |
|    |    |    | 1  | 2  | 3  | 4  |
| 5  | 6  | 7  | 8  | 9  | 10 | 11 |
| 12 | 13 | 14 | 15 | 16 | 17 | 18 |
| 19 | 20 | 21 | 22 | 23 | 24 | 25 |
| 26 | 27 | 28 | 29 | 30 | 31 |    |

## События
- 1233—1241 — Никейско-латино-болгарская война. Вооружённый конфликт между Никейской империей, Болгарией и Латинской империей[1].
- 1239—1241 — начался Крестовый поход баронов[2]:
  - 13 сентября — французские бароны во время неосторожной вылазки, задумав напасть на авангард египетских войск под Газой, были захвачены врасплох и наголову разбиты.
- 1239—1241 — начинается восстание бабаи. Первое массовое выступление туркменских племён в государстве Сельджуков и обусловленное социальными и религиозными противоречиями внутри государства. Духовным лидером восстания был Баба Ильяс, военными действиями повстанцев руководил мюрид Баба Ильяса Исхак. Восстание окончательно подорвало и без того ослабленное сельджукское государство, подготовив почву для монгольского завоевания в 1241—1243 годах[3].
- 20 марта — Римский Папа Григорий IX отлучил императора Фридриха II от церкви.
- 3 июня — полное солнечное затмение в Европе.
- Фридрих II продолжает наступление на города Ломбардской лиги.
- На востоке Малой Азии вспыхивает большое народное восстание под руководством шиита Баба Исхака. Восставшие разбили войско конийского султана и вступили в Амасью. Лишь с большим трудом султану Кей-Хосрову II удаётся подавить восстание. Жестокая расправа над восставшими.
- Столица Тироля — Инсбрук — получил статус города.
- Немецкие рыцари сооружают замок Бальга — самый древний замок на территории нынешней Калининградской области.

### Монгольская империя
- 1223—1240 — Монгольское завоевание Волжской Булгарии[4].
- 1235—1239 — закончилось третье Вторжение монголов в Корею. Серия военных кампаний Монгольской империи против Кореи (в те времена известной как Корё). Всего было шесть основных нашествий, нанёсших значительный урон стране. В результате Корея стала с 1259 года данником монгольской династии Юань на следующие 112 лет[5].
- 1236—1242 — Западный поход монголов. Поход войск Монгольской империи в Восточную и Центральную Европу во главе с чингизидом Батыем и военачальником Субэдэем[6].
- Грузино-монгольский договор 1239 года заключён царицей Грузинского царства Русудан и представителями Монгольская империи[7].
- Перед новым походом Батыя для завоевания северо-восточной Руси, на Волге началось восстание русского и мордовского населения, завоёванных в походе 1238 года[8].
- Дербент подвергся монгольскому завоеванию, однако не был разрушен[9].

## Русь
Правление: 1238—1240 — Михаил Всеволодович и 1239/40 Ростислав Мстиславич
- 03 марта — войска Батыя взяли Переяславль (Южный). Мункэ отправил послов к Михаилу Всеволодовичу, которые по его приказу были убиты. Подчинение основных княжеских центров Переяславского княжества: Переяславль, Воин, Чучин, Ивань, Песочен и другие. В условиях непосредственной монгольской опасности после этого акта Михаил Всеволодович был вынужден бежать в Венгрию оставив Киев. Не получив активной поддержки от короля Венгрии Белы IV уехал оттуда к дяде мазовецкому и куявскому князю Конраду в Польшу, откуда обратился с письмом к князю Даниилу Романовичу с просьбой простить все его предшествующие прегрешения. Даниил простил его и пообещал ему Киев, а его сыну Ростиславу предоставил в 1241 году во владение Луцкое княжество[10][11].
- 18 октября  — татаро-монголы осадили и взяли Чернигов (Оборона Чернигова), вероятно в отместку за убийство своих послов[12].
- После взятия Чернигова татаро-монголами, Даниил Романович, вместе со смоленским князем Владимиром Рюриковичем и Мстиславом Глебовичем заключил с ними мирный договор[12].
- Осень — монголы вторгаются в южнорусские земли. Захват Крыма. На север послан вспомогательный отряд, который занял Муром и подчинил мордовскую землю.
- Декабрь — повторное разорение и подчинение Рязанского княжества[11].
- Конец года — Михаил Всеволодович из-за боязни татар бежит из Киева в Венгрию[13].
- Конец года — после того, как Михаил Всеволодович поехал в Венгрию и Польшу искать поддержки против монголов, киевский престол занял смоленский князь Ростислав Мстиславич[13].
- Конец года — Ярослав Всеволодович после бегства Михаила Всеволодовича совершил стремительный поход на Кременец, захватив жену (вероятно Феофания) Михаила Всеволодовича, его бояр и имущество (по просьбе Даниила Романовича была отпущена в Галич жена  — сестра Даниила Романовича)[10][13].
- Конец года — Михаил Всеволодович из Польши обращается с письмом к Даниилу Галицкому и его брату Василько, умоляя их простить ему прежние прегрешения и обиды. Даниил прощает своего зятя и предоставляет ему и его сыну Ростиславу убежище. Михаилу обещает Киев, а Ростиславу отдаёт Луцк, к тому же обеспечивает их провизией[13].
- Зима 1239/40 — после подавления восстания в Волжской Булгарии, другая часть монгольских войск напала на Муром и Гороховец, разорив и поджигая мелкие города и волости по реке Клязьма, посеяв панику в Северо-Восточной Руси[11].
- Разорёны татаро-монголами: Курск[14], Рыльск[15] но быстро восстановлены.
- Готовясь к вторжению в Заднепровские земли Руси, Менгу не решился на неподготовленный штурм Киева и вернулся в Половецкую степь[11].
- Конец 1239 — начало 1240 — Даниил Романович захватил Киев, оставив там своего тысяцкого Дмитра, которому поручает оборону города[12][13].
- Смоленский поход Ярослава Всеволодовича против литовцев, захвативших Смоленск. Победа Ярослава, который сажает на смоленский престол Всеволода Мстиславича[16][17].
- Литовский поход Михаила Всеволодовича.
- Можайск стал центром самостоятельного княжества (до 1303 года).
- Александр Невский женился на княжне Александре, дочери полоцкого князя Брячислава Васильковича. Венчание происходит в Торопце[18].
- Ярослав Всеволодович посылает в Ростов за останками своего брата Юрия Всеволодовича, погибшего в 1238 году в Ситской битве и торжественно переносит их во Владимир, где погребает в Успенском соборе[17].
- Александром Невским основан город Порхов.
- Ярослав Всеволодович восстановил город Кострома.
- Александр Невский приступает к строительству городов по реке Шелонь (впадает в озеро Ильмень) для защиты своих границ от вторжений литовцев[18].
- Владимир Рюрикович последний раз упоминается в летописи[19].
- 1239 — одна из дат женитьбы в Торопце Александры Брячиславны, дочери полоцкого князя Брячислава Васильевича, с Александром Невским (см. 1238 год)[20].
- Основан город Вязьма.
- Впервые в Лаврентьевской летописи упоминается Гороховец, как город, включавших детинец и не укреплённый посад[21].

## Начало правления
См.также: Список глав государств в 1239 году
- 1239—1291 — граф Габсбург Рудольф I (1218—1291).

## Родились
См. также: Категория:Родившиеся в 1239 году
- 3/4 января — Жан II Бретонский, герцог Бретани.
- 17 июня — Эдуард I Длинноногий, король Англии.
- Педро III Арагонский — король Арагона.

## Скончались
См. также: Категория:Умершие в 1239 году
- 3 марта — Владимир III Рюрикович, князь переяславльский, смоленский великий князь Киевский.
- 5 марта — Герман фон Балк, ландмейстер Тевтонского ордена в Германии, Пруссии и Ливонии.
- 20 марта — Герман фон Зальца, великий магистр Тевтонского ордена.
- Го-Тоба — император Японии (1183—1198), поэт.